# 2475 Semenov
2475 Semenov è un asteroide della fascia principale. Scoperto nel 1972, presenta un'orbita caratterizzata da un semiasse maggiore pari a 3,0392030 UA e da un'eccentricità di 0,1059658, inclinata di 9,09257° rispetto all'eclittica.
L'asteroide è dedicato al comandante russo Pavel Afanes'evich Semenov.